# Timi Yuro
Rosemary Timothy "Timi" Yuro (Chicago, 4 augustus 1940 – Las Vegas, 30 maart 2004) was een Amerikaans zangeres.

## Loopbaan
In 1952 verhuisde Yuro naar Los Angeles. Hier nam zij in 1959 haar eerste plaat op voor Liberty Records. Ze had in 1961 een grote hit met haar debuutsingle Hurt.
Daarna had ze in de jaren '60 en '70 nog een aantal hits, waaronder I Apologize en What's a Matter Baby (Is It Hurting You?), maar het succes van Hurt heeft ze internationaal gezien nooit meer geëvenaard.
In Nederland maakte ze in 1981 een comeback toen ze als hoofdgast was uitgenodigd voor een tv-gala rond de Platen 10 Daagse, die dat jaar voor het eerst werd georganiseerd. Haar uitvoering van Hurt werd zo goed ontvangen, dat de nieuwe opname ervan in een paar weken tijd in de top 5 van de Top 40 stond. Haar album All Alone Am I, dat kort daarna verscheen, behaalde de eerste plaats van de toenmalige LP Top 50. De plaat was uitgebracht door het Nederlandse platenlabel Dureco.
Door het Nederlandse succes vestigde Yuro zich tijdelijk in Nederland. Na een paar redelijk succesvolle lp's raakte haar carrière in de tweede helft van de jaren 80 echter weer in een dip. Ze verhuisde terug naar de VS.
Timi Yuro was getrouwd en had een dochter. Ze overleed in 2004 op 63-jarige leeftijd thuis in haar slaap aan een hersentumor. Volgens haar wens werd haar as uitgestrooid over het graf van haar ouders in Cicero (Illinois).

## Hitnoteringen

### NPO Radio 2 Top 2000
| Nummer met noteringen in de NPO Radio 2 Top 2000 | '99  | '00 | '01  | '02  | '03  | '04  | '05  | '06  | '07  | '08  |
| ------------------------------------------------ | ---- | --- | ---- | ---- | ---- | ---- | ---- | ---- | ---- | ---- |
| Hurt                                             | 1280 | -   | 1885 | 1662 | 1077 | 1474 | 1536 | 1626 | 1826 | 1579 |

1. ↑  Een '-' betekent dat het nummer niet was genoteerd en een vetgedrukt getal geeft de hoogste notering aan.
2. ↑  Deze tabel is bijgewerkt tot en met de laatste editie (2024).

### Evergreen Top 1000
| Evergreen Top 1000 "Hurt" | Evergreen Top 1000 "Hurt" | Evergreen Top 1000 "Hurt" | Evergreen Top 1000 "Hurt" | Evergreen Top 1000 "Hurt" | Evergreen Top 1000 "Hurt" | Evergreen Top 1000 "Hurt" | Evergreen Top 1000 "Hurt" | Evergreen Top 1000 "Hurt" | Evergreen Top 1000 "Hurt" | Evergreen Top 1000 "Hurt" | Evergreen Top 1000 "Hurt" | Evergreen Top 1000 "Hurt" | Evergreen Top 1000 "Hurt" | Evergreen Top 1000 "Hurt" | Evergreen Top 1000 "Hurt" |
| Jaar                      | 2008                      | 2009                      | 2010                      | 2011                      | 2012                      | 2013                      | 2014                      | 2015                      | 2016                      | 2017                      | 2018                      | 2019                      | 2020                      | 2021                      | 2022                      |
| ------------------------- | ------------------------- | ------------------------- | ------------------------- | ------------------------- | ------------------------- | ------------------------- | ------------------------- | ------------------------- | ------------------------- | ------------------------- | ------------------------- | ------------------------- | ------------------------- | ------------------------- | ------------------------- |
| Positie                   | -                         | 150                       | 78                        | 168                       | 189                       | 94                        | 196                       | 165                       | 237                       | 369                       | 379                       | 273                       | 469                       | 489                       | 525                       |

- Bibliothèque nationale de France: cb14823401p (data)
- Gemeinsame Normdatei: 134563018
- International Standard Name Identifier: 0000 0000 7773 1654
- Library of Congress Control Number: n94087057
- MusicBrainz: 8a52e2b1-7087-416f-91b0-3584ab7ba044
- Nederlandse Thesaurus van Auteursnamen: 262916835
- Virtual International Authority File: 2659595
- WorldCat: E39PBJtmxK4b9wC9gm6QhqtFrq